# Time Crisis 4
Time Crisis 4 é um jogo de tiro de primeira pessoa, sendo o quarto jogo canônico da série. Ele foi desenvolvido para Playstation 3, com a opção de um ou dois jogadores, seguindo uma linha de história ou não. [carece de fontes?].